# 금속성 수소

금속성 수소 생성 과정의 모식도.

고체 금속성 수소.

가장 가벼운 화학 원소인 수소는 매우 높은 밀도로 압축되면 다른 1족 원소처럼 금속성을 나타내며 이를 금속성 수소(金屬性 水素; 영어: Metallic hydrogen)라 한다. 고체 금속성 수소란 압력을 받아 양성자들 간의 거리가 보어 반경보다 작아지게 되어 양성자들이 마치 결정 구조의 격자 형태로 존재하게 되고 속박되어 있던 전자들이 자유전자의 성질을 갖게 되어 고체수소가 금속성을 가지게 되는 것을 말한다. 액체 금속성 수소는 양성자들이 격자의 형태로 정렬이 되어있지는 않지만 양성자와 전자로 이루어진 계로써 액체상태로 금속성을 가진다.

## 이론 및 실험적 배경
1926년 J. D. 베르너는 모든 물질에 충분히 높은 압력을 가하면 반드시 금속적 성질을 가진다 하였다. 이 후 1935년 유진 위그너와 H. B. 헌팅턴(H. B. Huntington)은 수소에 25GPa정도의 압력을 가하게 되면 분자들간의 거리가 점점 줄어들어 수소원자들은 그들의 전자를 잃어버리게 되고 격자구조가 점점 단순해져서 금속성을 가진다고 예측하였다.
이후 많은 과학자들이 그 이상의 높은 압력(~320GPa : 다이아몬드 앤빌의 극한에 가까운 수치)을 가하여 고체 금속성 수소를 만들고자 하였으나 실패하였다. 1996년 미국 로렌스 리버무어 국립연구소(Lawrence Livermore National Laboratory)연구원들이 두단계 빛-가스 총을 이용하여 순간적인 압력(93GPa~180GPa)을 가함으로써 약 100ns의 짧은 시간 동안 우연히 액체 금속성 수소를 관측할 수 있었다. 이같이 생성이 어려운 것은 수소를 금속화 시킬만큼 충분한 압력을 가하는 것이 매우 힘들기 때문이다. 실제로 수소들이 높은 압력으로 뭉쳐있는 목성, 토성의 내부에는 금속성 수소가 존재한다고 추정된다.
2016년 10월 5일 하버드 대학교의 실험실에서 금속성 수소를 생성하는 데 성공하였다고 밝혔다. 본 연구 성과가 2017년 1월 사이언스지에 게재되어 공식적으로 입증됨에 따라, 80년만에 금속성 수소의 존재가 실제로 증명되었다.

## 초전도성
1968년 N.W.에쉬크로프트(Neil Ashcroft)는 유진 위그너의 아이디어를 바탕으로 BCS 이론을 통해 아주 높은 압력(~400GPa)을 가하면 금속성 수소가 상온에서 초전도체가 될 수 있다는 이론은 펼쳤다. 하지만 그만큼 높은 압력의 한계점 때문에 현재까지 수소의 초전도성은 발견되지 않고 있다. 따라서 과학자들은 수소만이 아닌 수소-풍부-화합물에 많은 관심을 가진다. 실제로 2008년에 실란이라는 SiH4 물질에 50GPa의 압력하에서는 금속성을 가지고 약100GPa의 압력을 가하자 17K에서 초전도성을 보임을 M.I.에르멧 등이 발견하였다.

## 같이 보기
- 수소화물
- 주노 (우주선)